# Onychopetalum periquino
Onychopetalum periquino är en kirimojaväxtart som först beskrevs av Henry Hurd Rusby, och fick sitt nu gällande namn av David Mark Johnson och Nancy A. Murray. Onychopetalum periquino ingår i släktet Onychopetalum och familjen kirimojaväxter. Inga underarter finns listade i Catalogue of Life.